# باور أركايفر
باور أركايفر هو برنامج ضغط ملفات، تم تطويره بواسطة ConeXware Inc. وهو يدعم إنشاء وقراءة تنسيقات أرشيف ZIP و7z وTar.

## وصلات خارجية
- الموقع الرسمي